# Бакаев, Амирбек Улугбекович
Бакаев Амирбек Улугбекович (узб. Бакаев Амирбек Улуғбекович; род. 23 июля 2004, Ташкент) — узбекский футболист, нападающий.

## Карьера

### «Энергетик-БГУ»

#### Начало карьеры
Воспитанник футбольной академии узбекского клуба «Согдиана». В августе 2022 года футболист присоединился к белорусскому «Энергетику-БГУ», где стал выступать за дублирующий состав. В сентябре 2022 года футболист стал подтягиваться к матчам с основной командой клуба. Дебютировал за клуб футболист 16 сентября 2022 года в матче против солигорского «Шахтёра», выйдя на замену на 66 минуте. Однако в своём дебютном матче футболист в концовке основного времени сначала получил предупреждение, а затем и прямое удаление с поля. Затем футболист продолжал выступать за клуб в роли игрока замены, несколько раз выйдя на поле со скамейки запасных, однако результативными действиями не отличился. По итогу своего дебютного сезона футболист вместе с клубом стал серебряным призёром чемпионата.

#### Сезон 2023
В декабре 2022 года футболист приступил к подготовке к новому сезону в составе белорусского клуба. Первый матч в новом сезоне футболист сыграл 19 марта 2023 года против «Слуцка», выйдя на замену на 72 минуте. Первым результативным действием за клуб футболист отличился 23 апреля 2023 года в матче против солигорского «Шахтёра», отдав голевую передачу. Дебютным забитым голом за клуб футболист отличился 5 августа 2023 года в матче против «Слуцка». На протяжении сезона футболист был одним из основных игроков клуба, отличившись 2 забитыми голами и 4 результативными передачами. Завершил сезон футболист на итоговом предпоследнем месте в чемпионате, отправившись в стыковые матчи за сохранение прописки. По итогу стыковых матчей футболист вместе с клубом уступил «Витебску» и вылетел в Первую лигу.

#### Сезон 2024
В конце декабря 2023 года появилась информация, что футболист продолжит выступать за клуб в Первой лиге, так как является студентом одного из белорусских университетов. Первый матч в новом сезоне футболист сыграл 5 апреля 2024 года против «Островца», выйдя на поле в стартовом составе. Первым в сезоне забитым голом за клуб футболист отличился 27 апреля 2024 года в матче против бобруйской «Белшины», также отдав голевую передачу. В матче 29 июня 2024 года против «Орши» футболист отличился забитым дублем. Очередным забитым дублем за клуб футболист отличился 10 ноября 2024 года в матче против клуба «Слоним-2017». По итогу сезона футболист вместе с клубом завершил чемпионат на итоговом последнем месте. На протяжении сезона футболист выступал за клуб в роли ключевого игрока, став лучшим бомбардиром, отличившись 9 забитыми голами и отдав 4 голевые передачи. В феврале 2025 года футболист покинул клуб.

### «Слуцк-2024»
В январе 2025 года футболист проходил просмотр в минском «Динамо». В начале февраля 2025 года футболист, не подойдя минскому клуб, тренировался с «Ислочью». Однако в скором времени футболист уже находился в распоряжении «Слуцка-2024». В марте 2025 года футболист официально присоединился к слуцкому клубу, подписав контракт до конца сезона. Дебютировал за клуб футболист 2 марта 2025 года в четвертьфинальном матче Кубка Беларуси против «Витебска», выйдя на поле в стартовом составе. Первый матч в чемпионате футболист сыграл 16 марта 2025 года против клуба «МЛ Витебск», выйдя на замену на 66 минуте. В июле 2025 года футболист покинул слуцкий клуб, расторгнув контракт по соглашению сторон. На протяжении первой половины сезона футболист выступал за клуб в роли игрока замены, результативными действиями не отличившись.

## Международная карьера
В июле 2025 года получил вызов в молодёжную сборную Узбекистана до 23 лет.

## Личная жизнь
- Отец Улугбек Бакаев (род. 1978) — узбекский футболист и тренер, выступавший в национальной сборной Узбекистана.